# 黄国璋 (1919年)
黄国璋（1919年11月—1984年1月25日），化名吴广、黄光星，福建莆田人，中国共产党福建省早期领导人物。

## 生平

### 早年
黄国璋在小学时便开始参与中共组织的反帝大同盟活动，1931年考入福建省立莆田中学（今莆田一中），同年加入中国共青团。九一八事变后，他受中共莆田县委地下党的委派，开展抗日活动，1933年12月到莆田忠门开展工作，1934年底加入中国共产党，被任命为中共莆田中心县委书记。

### 抗日战争时期
1937年2月，中共闽中特委遭到国民党破坏，书记王于洁等人被捕，幸免于难的特委军事部长刘突军遂重建中共闽中工作委员会，黄国璋被选为工委委员。卢沟桥事变爆发前后，由于1934年福州中心市委被破坏，黄国璋两次冒险前往香港与中共中央南方局汇报工作，他也因此于1938年升任闽中工委书记。
1938年3月，国军制造“泉州事变”，闽中尚未接受改编的红军游击队遭到袭击，黄国璋紧急向闽粤赣省委汇报，要求中共中央及时与国民党政府交涉。其后，闽中游击队被编入新四军，北上皖南抗日。4月，中共福建省委成立，黄国璋担任巡视员。
1940年，黄国璋调任江西上饶中心县委书记。是年6月，受中共中央延安整风运动的影响，中共福建省委开始处决部分“托派分子”与“叛徒”，时任福建省委书记的曾镜冰注意到省委候补委员陈金来与国民党的福建忠义救国军司令魏耿（原为闽中红军游击队第一支队队长，1936年叛变）来往密切，还担任魏耿部的参谋司令，曾镜冰遂认为陈金来是叛徒，下令黄国璋伺机将其处决。中华人民共和国成立后，黄国璋反思认为在国共合作时期不应该对与国军合作抗日的共产党员定性为“汉奸”与“叛徒”。
1941年5月福州沦陷，黄国璋回到福建领导游击队抗日，福州光复后留在闽中特委，将闽中共产党组织扩大到630多人。1942年底，担任中共闽南特委书记，1944年10月福州再次沦陷，黄国璋被任命为福建人民抗日先遣队司令员兼政委，建立起海上游击队与日军作战。

### 第二次国共内战时期
1945年8月抗战胜利，黄国璋继续担任闽南特委书记，1946年11月，中共福建省委书记曾镜冰自延安返回福建，召开了南古瓯会议，福建省委改组为中共闽浙赣区委，后又改为闽浙赣省委，黄国璋当选区（省）委委员，担任中共闽中工委书记。
1947年，省委城工部副部长孟起被捕，随后引发城工部事件，中共闽东地委书记阮英平在宁德县失踪后，怀疑城工部内部产生叛徒的闽浙赣省委将城工部部长李铁逮捕，担任审查委员会主任的黄国璋对其严刑拷打，逼迫其承认后将其处决于建阳县。其后，共有127名城工部干部被处决。
1947年7月，黄国璋担任闽中人民游击队司令员兼政委，闽浙赣省委计划左丰美、黄国璋各自领导的游击队在戴云山实现“左黄会师”，但黄国璋部上山途中遭国军保安队猛烈袭击，黄国璋部遭受重大损失，会师计划也宣告失败。1948年7月，黄国璋赴香港疗养，1949年春节后黄国璋乘船北上已被中共接收的山东烟台，与中共中央华东局会合后，随中国人民解放军南下。在新成立的中共福建省委中，黄国璋被任命为省委委员。

### 中华人民共和国时期
1950年8月，时任南下干部纵队政治部组织部部长的黄国璋发现在闽侯专区主政的长江支队成员拒绝执行提前土地改革运动的政策，江一真（时任省农委副主任）、黄国璋屡劝无果，乃至曾镜冰也对其无可奈何。最终张鼎丞亲自到闽侯才使问题得以解决。
1951年9月，福建土改工作基本完成，黄国璋进入中共中央马列学院学习。1954年，中共中央开始重视城工部事件，黄国璋被暂时派回福建调查此事，1955年2月向中共中央做出检讨。5月，曾镜冰被调到北京接受审查，黄国璋则受到牵连。
1957年，福建省委掀起了整风与反“地方主义”浪潮，黄国璋被定性为“地方主义反党集团”，于1958年6月与林汝楠、许集美等人一同被开除党籍，其党内外一切职务均被撤销。1962年中共中央召开“千人大会”，决定承认部分错误，福建省委遂于1963年为被开除党籍的地方主义集团人员平反，恢复党籍。
1966年文化大革命期间，黄国璋受到迫害，身心被严重摧残。1977年文革结束后，黄国璋仍因城工部事件的问题被定性为叛徒、内奸，长期遭受关押，罹患尿毒症。1982年，黄国璋住院，1984年1月逝世。

## 身后
1984年5月26日，中共福建省委为曾镜冰、黄国璋平反，为其恢复名誉，将他们在城工部事件中的行为定性为“左倾”错误，而非内奸行为。

## 家庭
其妻徐品芳系江苏籍中共党员，1940年底调到黄国璋所在的闽南特委，后与黄国璋结为夫妻。其后，因被怀疑为内奸，被特委成员蔡文焕严刑拷打，伤口溃烂而死，黄国璋为此懊恼不已。1986年，中共莆田县委为徐品芳平反。